# Harvest Moon GB
Harvest Moon GB (牧場物語GB Bokujō Monogatari GB) là trò chơi thứ hai trong loạt trò chơi điện tử Story of Seasons, do Victor Interactive Software phát triển và xuất bản ngày 19 tháng 12 năm 1997 tại Nhật Bản, Natsume phát hành tại Bắc Mỹ ngày 12 tháng 8 năm 1998 và Nintendo phát hành tại Châu Âu ngày 21 tháng 8 năm 1998. Harvest Moon GB là trò chơi Harvest Moon đầu tiên phát triển trên hệ máy di động Game Boy.
Harvest Moon GBC là phiên bản phát hành cho Game Boy Color, do Natsume xuất bản tại Bắc Mỹ ngày 31 tháng 12 năm 1998 và Nintendo xuất bản tại Châu Âu ngày 10 tháng 1 năm 1999. Phiên bản Game Boy Color này sau đó phát hành lại trên 3DS Virtual Console năm 2013.

## Lối chơi
Trước khi bắt đầu, người chơi có thể chọn vào vai con gái hoặc con trai và đặt tên cho mình. Vào đầu trò chơi, linh hồn ông của người chơi sẽ đến thăm và yêu cầu tiếp quản trang trại. Ông xin người chơi hãy kế nhiệm với tư cách là một Ranch Master, và ông sẽ đến kiểm tra vào cuối mỗi mùa đông để xác nhận quá trình phát triển của trang trại.
Người chơi phải phát triển trang trại bằng cách trồng cây, mua bán rau củ quả và chăn nuôi gia súc gia cầm để đạt được mục tiêu này. Nếu trang trại đáp ứng các tiêu chí để người chơi trở thành Ranch Master, người chơi có thể nhận được các công cụ bổ sung; nếu người ông cho rằng trang trại không đủ chuẩn, trò chơi sẽ kết thúc.

### Cây trồng
Trồng trọt là nguồn thu nhập chính trong Harvest Moon GB. Các loại hạt giống khác nhau có thể được gieo vào các mùa khác nhau, bất kỳ hạt giống nào gieo trái mùa sẽ không nảy mầm. Hạt giống sau khi gieo trồng phải tưới nước hàng ngày cho đến khi thu hoạch. Tất cả các loại cây trồng đã thu hoạch (cùng với bất cứ thứ gì có thể bán được) có thể bỏ vào thùng vận chuyển ở bên cạnh nhà để bán. Hầu hết tất cả các loại cây trồng đều cần phải tích cực canh tác và chăm sóc, mặc dù mỗi ngày, người chơi có thể thu hoạch hai cây Nấm từ hầm ngầm để bán.

### Động vật
Có thể chọn chó hoặc mèo làm thú cưng. Nếu chọn mèo, những con chó hoang sẽ không tấn công gà; nếu chọn chó, chuột chũi sẽ không phá hủy mùa màng. Người chơi sẽ nhận một con ngựa vào đầu trò chơi, con ngựa này khi trưởng thành có thể giúp đỡ công việc đồng áng, cưỡi đi và vận chuyển vật phẩm.
Có hai loại gia súc trong trang trại là bò và gà. Bò cho sữa, có thể chế biến thành pho mát và bơ, còn gà thì đẻ trứng. Cả hai loài đều có thể sinh sản: bò sinh con bằng cách cho chúng dùng Miracle Potion (tương đương với thụ tinh nhân tạo), và ấp trứng gà để nở thành gà con.

### Công cụ và mặt hàng
Có rất nhiều công cụ trong Harvest Moon GB. Khi bắt đầu trò chơi, các công cụ có sẵn là rìu, cuốc, búa, bình tưới (nhận sau khi mua hạt giống vụ đầu tiên) và liềm. Người chơi có thể nâng cấp những công cụ này để biến thành những công cụ "siêu xịn". Người chơi cũng được tặng một cần câu cá, cuốc chim và cây dù sau khi đạt mục tiêu của người ông.

## Tiếp nhận
Người chơi đón nhận Harvest Moon GB theo hướng khá tích cực, với đánh giá 7,2/10 từ Nintendo Power.
GameSpot cho 7.4/10 điểm, nói "Harvest Moon [GB] là một tựa game mô phỏng mang tính thư giãn và bổ ích về cuộc sống bình dị trong nông trại... [nhưng] bạn nên chờ phiên bản Game Boy Color."
IGN cho phiên bản GBC 6.0/10 điểm, nói "Không có khía cạnh hẹn hò và chỉ có một số nhiệm vụ nhỏ, Harvest Moon GBC là một phiên bản siêu nhẹ."